# Паттерсон, Дэвид
Дэвид Паттерсон (англ. David A. Patterson, 16 ноября 1947 года, Эвергрин-Парк, Иллинойс) — американский учёный в области информатики, разработчик микропроцессоров, профессор информатики в Калифорнийском университете в Беркли с 1977 года, лауреат премии Тьюринга (2017). Известен вкладом в проектирование RISC-процессоров, в том числе, как руководитель проекта Berkeley RISC (в рамках которого были созданы процессоры RISC I и RISC II) и автор термина «RISC». Также участвовал в создании принципа работы RAID-массивов (совместно с Кацем и Гибсоном), концепции Network of Workstations (совместно с Брюером и Куллером.
Обучался в Калифорнийском университете в Лос-Анджелесе, получил степень бакалавра в 1969 году, магистра — в 1970 году, в 1976 году получил степень PhD под руководством Дэвида Мартина (David F. Martin) и Джеральда Эстрина.
Некоторое время был председателем факультета информатики (англ. Computer Science Department) Калифорнийского университет в Беркли, руководил ассоциацией Computer Research. Консультировал проект SPARC. Входил совет по информационным технологиям при президенте США (PITAC) в 2003—2005 годах. Избирался президентом Association for Computing Machinery (ACM) в 2004—2006 годах. Действительный член (фелло) Американской ассоциации содействия развитию науки.
В 1990-е — 2000-е годы разработал несколько вариантов RISC-архитектур, включая учебную DLX и перспективную свободную RISC-V, изучал вопросы интеграции памяти и процессоров (Berkeley IRAM project).
Отмечен многочисленными премиями, среди них: медаль Джона фон Неймана (2000), C&C Prize (2004), премия Эккерта — Мокли (2008), премия Тьюринга (2017), премия Дрейпера (2022, совместно с Софи Уилсон, Джоном Лероем Хеннесси и Стивеном Фербером).

## Избранная библиография
- Computer Architecture: A Quantitative Approach (в соавторстве с Джоном Хеннесси, широко используется как учебное пособие в различных университетах, 5 изданий, последнее в 2011 году — ISBN 0-12-383872-X)
- Computer Organization and Design: the Hardware/Software Interface (5 изданий, последнее в 2013 году — ISBN 0-12-407726-9).